# Masahiro Kano
Masahiro Kano (加納 昌弘 Kano Masahiro?, nacido el 4 de abril de 1977 en Chiba) es un exfutbolista japonés. Jugaba de defensa y su único club fue el Ventforet Kofu de Japón.

## Trayectoria

### Clubes
| Club           | País  | Año         |
| -------------- | ----- | ----------- |
| Ventforet Kofu | Japón | 2000 - 2002 |